# Lange Nacht der Wissenschaften

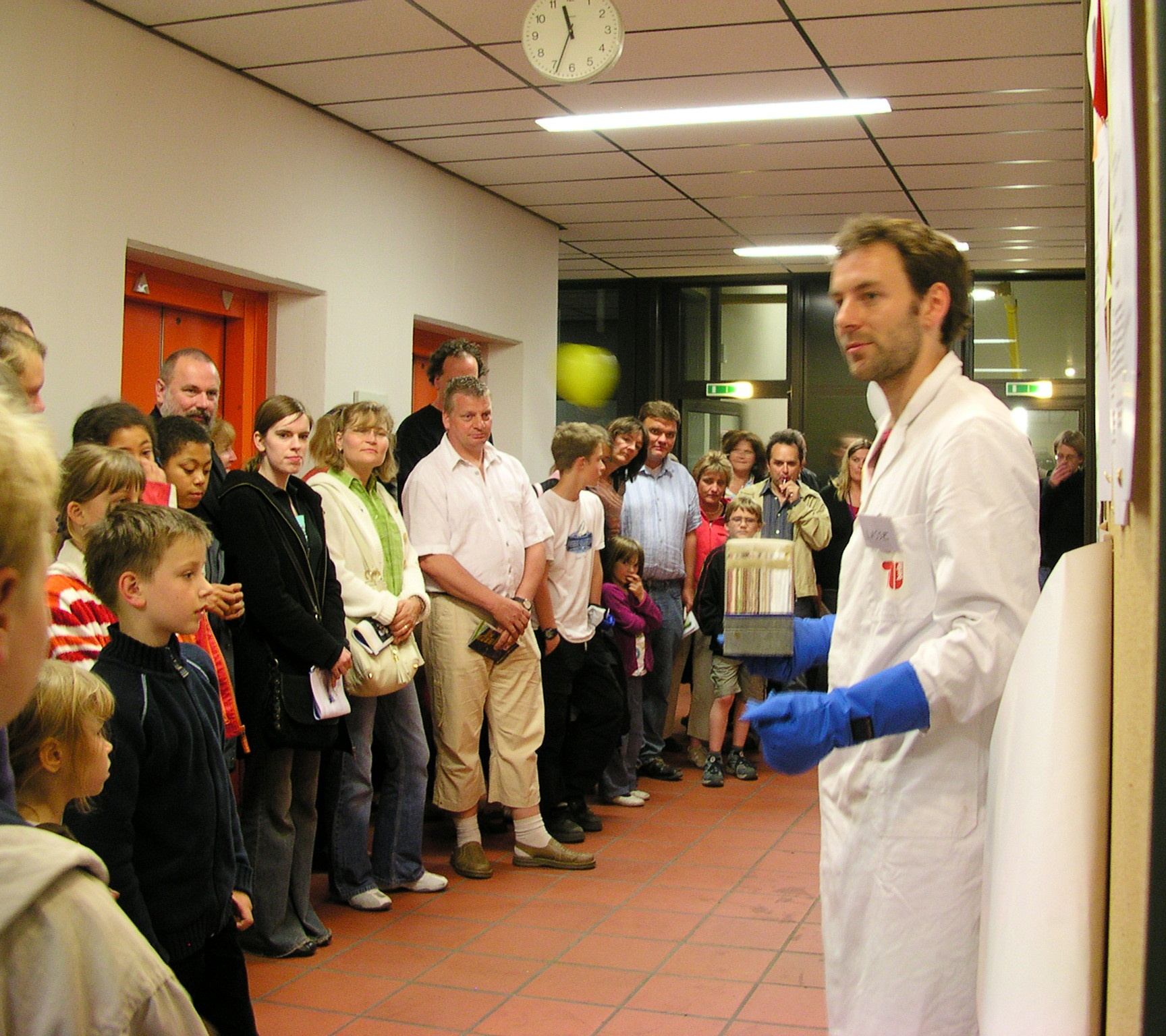
Veranstaltung der TU Berlin im Rahmen der Langen Nacht der Wissenschaften 2006

Eine Lange Nacht der Wissenschaften (abgekürzt: LNdW) ist eine seit etwa dem Jahr 2000 etablierte Form der Öffentlichkeitsarbeit: Auf diese Weise präsentieren sich an größeren Wissenschaftsstandorten in Deutschland die lokalen wissenschaftlichen Einrichtungen mit Einblicken in ihre Forschungsschwerpunkte. Ähnliche Veranstaltungen gibt es in der Schweiz unter dem Namen „Nacht der Forschung“
und in Österreich als Lange Nacht der Forschung.

## Herkunft
Das Veranstaltungsformat der Langen Nacht orientiert sich an der erfolgreichen „Langen Nacht der Museen“ in Berlin und anderen Großstädten. Im Rahmen des Wissenschaftssommers 2000 in Bonn wurde es erstmals auf die wissenschaftlichen Einrichtungen übertragen. Im Jahr darauf folgte Berlin mit großer Resonanz: 61.972 Besuche wurden gezählt.

## Verbreitung

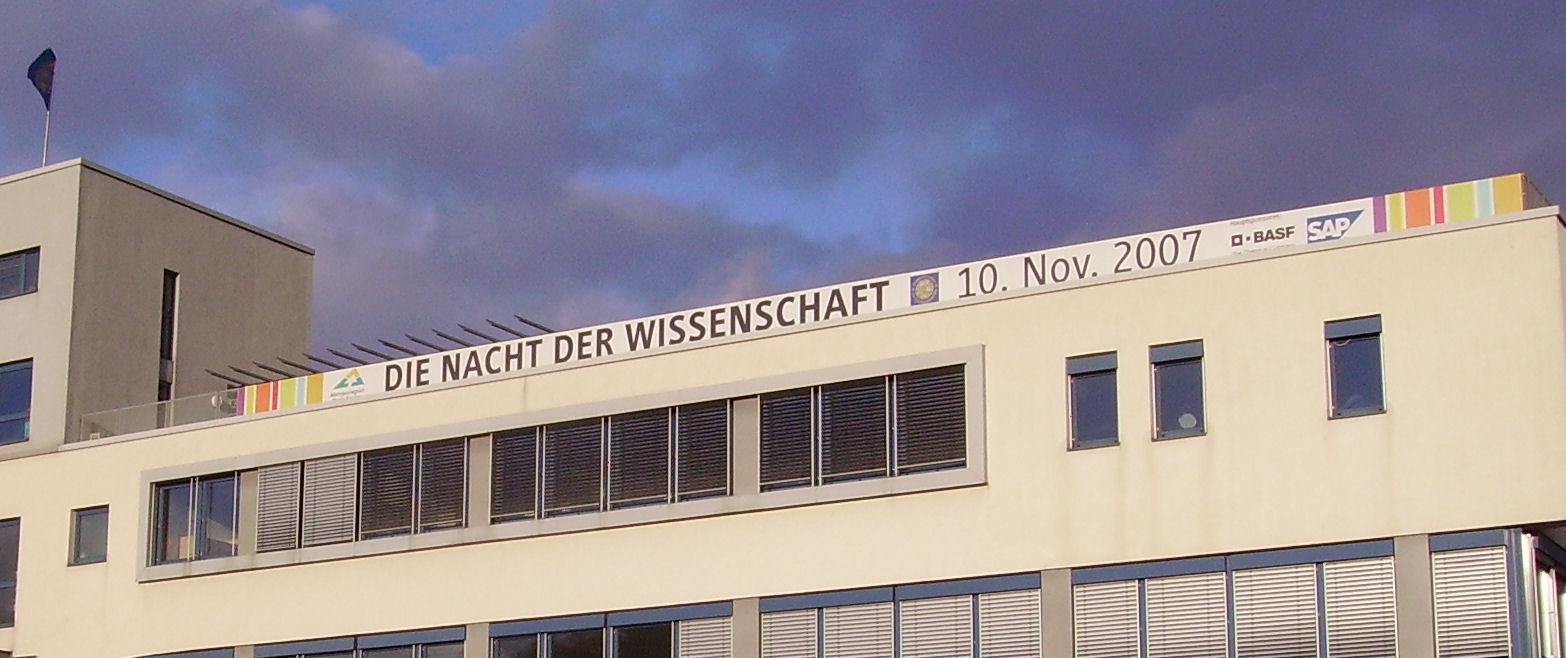
Werbung am Ostasieninstitut der Hochschule Ludwigshafen am Rhein für die Nacht der Wissenschaften

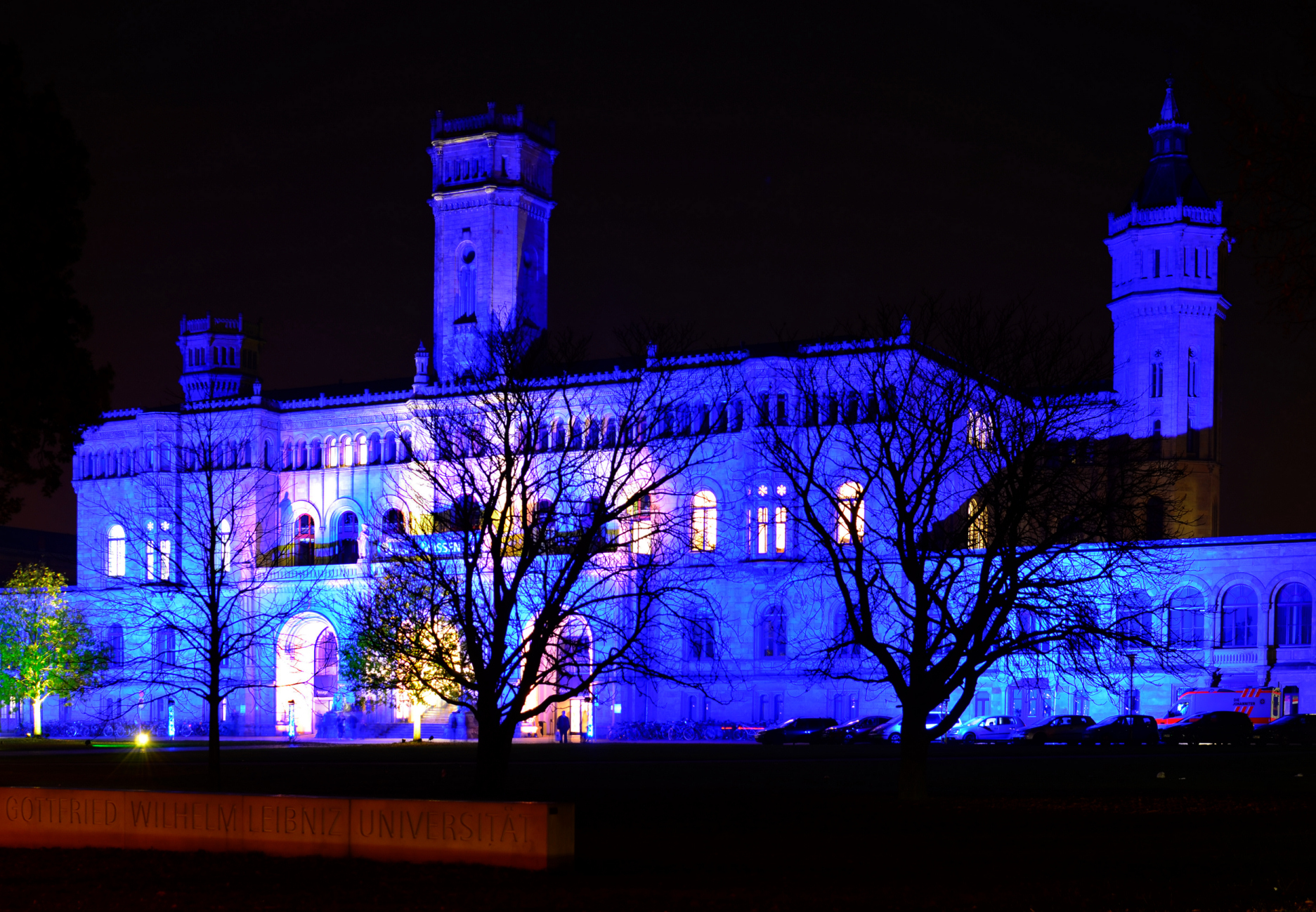
Illuminiertes Hauptgebäude der Universität Hannover während der Nacht der Wissenschaften 2016

Neben Berlin wird das Format auch an anderen Wissenschaftsstandorten erfolgreich aktiv praktiziert, dazu zählen unter anderem:
- Halle (Saale) (seit 2001)
- Dresden (seit 2002)
- Aachen, Nürnberg/Fürth/Erlangen (seit 2003)
- Rostock (seit 2004)
- Hamburg, Jena (seit 2005)
- Tübingen (2005)
- Magdeburg, Stuttgart, Frankfurt, Nordhausen (seit 2006)
- Duisburg-Essen, Erfurt, Garching bei München, Freiberg
- Heidelberg, Mannheim, Ludwigshafen am Rhein (2007)[2]
- Cottbus (seit 2007)
- Leipzig (seit 2008)
- Mittweida (seit 2009)
- Konstanz (seit 2010)
- Hannover (seit 2011)
- Göttingen (seit 2012)
- Clausthal (seit 2016)

## Berlin und Potsdam
Die 9. „Lange Nacht der Wissenschaften“ in Berlin und Potsdam am 13. Juni 2009 bot mehr als 2.000 Programmpunkte von 67 Teilnehmern (inkl. ca. 353 Einrichtungen/Instituten) in 160 Gebäuden bzw. Veranstaltungsorten. 15 Sonder-Buslinien waren unterwegs. Ca. 238.750 Besuche wurden gezählt.

## Dresden
2003 fand die erste Lange Nacht in Dresden statt. Am 20. Juni 2025 wurde von 17 bis 24 Uhr die Lange Nacht der Wissenschaften Dresden zum 22. Mal ausgetragen. Zu den teilnehmenden Einrichtungen zählten unter anderem mehrere Dresdner Hochschulen, Forschungsinstitute sowie wissenschaftsnahe Unternehmen. Insgesamt waren Veranstaltende mit mehr als 700 Programmpunkten vertreten. Es kamen 46.000 Gäste. Organisiert wurde die Veranstaltung unter anderem vom Netzwerk „Dresden - Stadt der Wissenschaft“ und der Landeshauptstadt Dresden.

## Nürnberg, Fürth, Erlangen
Alle zwei Jahre präsentiert „Die Lange Nacht der Wissenschaften“ im Städtedreieck Nürnberg, Fürth und Erlangen Angebote aus Naturwissenschaft und Technik, Medizin und Gesundheit, sowie Geistes- und Gesellschaftswissenschaften. Die Veranstaltung wurde im Jahr 2003 begründet und verzeichnete an den ca. 130 Veranstaltungsorten insgesamt über 30.000 Besucher. Die Besucher können sich sowohl von der Leistungsfähigkeit der sechs Hochschulen in den drei mittelfränkischen Großstädten überzeugen als auch Einblicke in die Forschungsfelder großer Einrichtungen gewinnen. Von den rund 350 Partnern, die von Hochschulinstitutionen über wissenschaftsnah arbeitende Unternehmen und öffentliche Einrichtungen bis hin zu Vereinen, Schulen und privaten Organisationen reichen, wurden 2022 insgesamt rund 750 Programmpunkte in Form von Führungen, Vorträgen, Ausstellungen, Diskussionen, Rundgängen oder Experimenten angeboten. Zusätzlich zum Abendprogramm gibt es seit der Langen Nacht der Wissenschaften 2005 nachmittags ein Kinderprogramm. Die 12. Lange Nacht der Wissenschaften ist am Samstag, den 25. Oktober 2025.
Die teilnehmenden Veranstaltungshäuser werden in der Langen Nacht der Wissenschaften durch ein Sonderbusnetz verbunden.
Wikipedia war 2017 als Gast im Dialysemuseum Fürth, 2019 im Museum für Kommunikation Nürnberg vertreten.

## Jena
Seit 2005  findet die „Lange Nacht der Wissenschaften“ alle zwei Jahre in Jena statt, an der sich mehr als 50 Unternehmen und Institutionen beteiligen. Darunter sind die Friedrich-Schiller-Universität, die Ernst-Abbe-Hochschule, ZEISS, SCHOTT und Jenoptik.
Angeboten werden Experimente, Shows, Laser-Projektionen, Führungen und Aktionen für Kinder. Im Jahr 2024 gab es etwa 12.000 Besucher. Die Veranstaltung wird von JenaKultur, einem Eigenbetrieb der Stadt Jena, durchgeführt.

## Nordhausen
Die „Lange Nacht der Wissenschaften“ der Hochschule Nordhausen soll auf unterhaltsame Weise wissenschaftliche Themen und Informationen vermitteln, was in frei besuchbaren Vorträgen, Vorführungen und Workshops passiert. Die erste „Lange Nacht der Wissenschaften“ fand am 11. Oktober 2006 statt. Es folgten weitere Veranstaltungen, die jeweils zwischen 2500 und 5000 Besucher anzogen.

## Konstanz, Kreuzlingen
Seit 2010 veranstalten die Universität Konstanz, die Hochschule Konstanz Technik, Wirtschaft und Gestaltung (HTWG), die Pädagogische Hochschule Thurgau (PHTG, Kreuzlingen), die Mainau GmbH sowie die Stadt Konstanz alle zwei Jahre die „Konstanzer Lange Nacht der Wissenschaft“ mit Vorträgen, Diskussionen und Experimenten. Einer der Höhepunkte der Veranstaltung ist das Abschlussfest auf der Blumeninsel Mainau mit Live-Musik und Show-Einlagen. 2014 zählte die „Lange Nacht der Wissenschaft“ rund 7.000 Besucher.

## Rhein-Neckar (Mannheim und Ludwigshafen am Rhein)
Erstmals fand am 10. November 2018 eine Wissensnacht in der Rhein-Neckar-Region statt, die zusätzlich zu Hochschulen auch weitere Wissensbestände einbezog, jene von Handwerkern oder Sportlern beispielsweise.
Aus der Wissensnacht ist zudem das Konzept einer Virtuellen Wissensnacht entstanden, die im März 2019 stattfand.

## Mittweida
Die 12. Nacht der Wissenschaften in Mittweida fand am 1. Juli 2022 statt.